# Chu Hoàn vương
Chu Hoàn Vương (chữ Hán: 周桓王; trị vì: 719 TCN - 697 TCN), tên thật là Cơ Lâm (姬林), là vị vua thứ 14 của nhà Chu trong lịch sử Trung Quốc.

## Xung đột với nước Trịnh
Ông là cháu nội Chu Bình Vương – vua đầu tiên nhà Đông Chu. Do cha ông là thái tử Duệ Phụ mất sớm nên ông được kế vị ông nội.
Chu Hoàn vương có hiềm khích với nước Trịnh. Trịnh Trang Công lấn át thiên tử, ông nội Chu Bình Vương yếu thế phải chấp nhận đổi con tin: cha ông (Duệ Phụ) khi còn sống phải sang làm con tin ở nước Trịnh để con vua Trịnh là Hốt sang nhà Chu.
Khi lên nối ngôi, ông vẫn thù nước Trịnh. Năm 717 TCN, Trịnh Trang Công vào triều kiến Chu Hoàn Vương nhưng ông không tiếp đãi theo đúng lễ tiếp đãi chư hầu.
Trịnh Trang Công giận Hoàn Vương, sang năm 715 TCN tự ý cùng nước Lỗ trao đổi hứa điền.
Năm 707 TCN, Chu Hoàn Vương bèn mang quân đánh nước Trịnh để trả thù. Tuy nhiên Hoàn Vương bại trận, bản thân ông bị quân Trịnh bắn bị thương, phải lui binh.

## Bị tiếm vương hiệu
Năm 704 TCN, vua nước Sở là Hùng Thông hội chư hầu ở đất Lộc, rồi đánh nước Tuỳ và sai sứ trách cứ nước Hoàng không dự hội. Hùng Thông thấy thế lực đã đủ mạnh, xin Chu Hoàn vương phong mình làm vương nhưng Hoàn vương không nghe. Hùng Thông bèn bất chấp thiên tử nhà Chu, tự tiếm hiệu xưng vương.
Năm 697 TCN, Chu Hoàn Vương mất. Ông ở ngôi 23 năm. Thái tử Cơ Đà lên nối ngôi, tức là Chu Trang Vương.

## Đông Chu Liệt Quốc
Trong tiểu thuyết dã sử Đông Chu Liệt Quốc của tác giả Phùng Mộng Long, Chu Hoàn vương được miêu tả giống với sử sách, ông xuất hiện từ hồi thứ 5 cho tới hồi thứ 10.